# Movimento dos Reformadores
O Movimento Reformador ou Movimento dos Reformadores, ativo a partir de 1978, foi um agrupamento político português conotado com a ala direita (dita reformista) do PS, onde pontuaram, entre outros, Medeiros Ferreira, António Barreto e Sousa Tavares. Este movimento viria, em 1979, a juntar-se à Aliança Democrática, coligação chefiada por Francisco Sá Carneiro, que incluía, além do PSD de Sá Carneiro, o CDS de Diogo Freitas do Amaral e o PPM de Ribeiro Telles. Nas eleições legislativas intercalares de 1979 foram eleitos nas listas da AD cinco deputados independentes com o rótulo de Reformadores, que constituíram um agrupamento parlamentar (1979-1980). Nenhum elemento dos reformadores fez parte dos governos da AD (1979-1983). O movimento viria a retirar o seu apoio à AD, até que, em 1985, o movimento terminou a sua existência.